# شورش خوست (۱۹۲۴–۱۹۲۵)
شورش خوست (به انگلیسی: Khost rebellion)،‏ که بنام قیام ۱۹۲۴ منگل،‏ سرکشی خوست‏ یا سرکشی منگل‏ نیز یاد می‌گردد، قیامی بود بر علیه اصلاحات شاه امان‌الله خان در جهت غربی‌سازی و مدرن‌سازی افغانستان. این قیام در ولایت جنوبی افغانستان آغاز گردیده و از مارس ۱۹۲۴ میلادی تا ژانویه ۱۹۲۵ میلادی ادامه یافت. نخست قبیله منگل جنگ را آغاز نمودند و سپس قبیله‌های سلیمان‌خیل، علی‌خیل، زازی، زدران و احمدزی به آن‌ها پیوستند. بعد از کشته شدن در حدود ۱۴٬۰۰۰ افغان، این قیام بالاخره در جنوری ۱۹۲۵ سرکوب گردید.
این نخستین جنگی بود که قوای هوائی افغان در آن اشتراک کردند.

## زمینه
شهر خوست قبل از ۱۹۴۲ دو بار شورش کرده بود: شورش اولی در سال‌های ۱۸۵۶ تا ۱۸۵۷ رخ داد و در این شورش قبیله‌های خوست‌وال و وزیری علیه حکومت دوست‌محمدخان مبارزه کردند. شورش دومی در ۱۹۱۲ میلادی به وقوع پیوست و در این شورش قبیله‌های منگل، زدران و غلجایی در مقابل «غارت‌گری و زورگویی» حاکم محلی مبارزه نمودند و جهان داد خان با حکومت حبیب‌الله خان به مخالفت برخاست.
عواملی فراوانی در عقب شورش ۱۹۲۴ نهفته بود، شامل اصلاحات غرب‌گرایانه از سوی شاه افغانستان امان‌الله خان، وی قانونی را تحت عنوان «نظام‌نامه» در ۱۹۲۳ میلادی ترویج نمود که در آن آزادی بیشتری به زنان داده شد و به دولت این اجازه را داد تا برخی مسائل دیگر که به عنوان مشکلات خانوادگی پنداشته می‌شد و پیش از آن از سوی بزرگان دینی حل می‌گردید را تنظیم نماید، قانونی جدید تصویب شد که در آن رفت و آمد قبیله‌های شرقی به اطراف خط دیورند محدود می‌گردید وضع محدودیت‌ها برای داشتن چند زن به‌طور هم‌زمان، لغو ازدواج زیر سن، وضع مالیات بر دارایی، اعمال «گستاخانه، بی‌باکانه و فریب‌کارانه» ولسوال‌ها، حاکمان و افسران نظامی، رشوه خواری وزراء، قضات و مأمورین، نادیده گرفتن التماس‌های «نیازمندان»، افزایش مالیات گمرکی، خدمت اجباری عسکری و سایر مقرراتی که به هدف «اختتام بخشیدن به درگیری و خشونت» وضع شده بودند.
آن‌گونه که تاریخ‌نگار معاصر افغانستان فیض محمد کاتب بیان می‌کند، علت مستقیم این شورش در نزاعی نهفته بود که یک مرد از قبیله منگل ادعا نمود با زنی از دوران کودکی نامزد است. برخی دشمنان این مرد به نزد والی ولایت شرقی بنام امرالدین و قاضی حکومت عبدالله که مشهور به ملای لنگ یا پیر لنگ بود رفتند و با ادعای آن مرد مخالفت نمودند. امرالدین با دریافت رضایت نامزد ادعای این مرد را باطل دانست، با این حال، ملا عبدالله که رشوه دریافت کرده بود بیان کرد که این خانم هنوز نامزد وی است و شکایت نمود که باطل کردن این ادعا شریعت را نقض می‌کند، اما شکایت وی نادیده گرفته شد و این کار ملا را تحریک کرد تا شورش را راه اندازد.

## قیام

### قیام آغاز می‌شود
آن‌ها، با داشتن قرآن در یک دست و قانون جدید در دست دیگر، به قبیله‌ها گفتند تا میان کلام خدا و کلام بشر انتخاب نمایند و از آن‌ها خواستند تا در مقابل خواست‌های حکومت مقاومت نمایند، خواست‌های که پذیرفتن آن به معنی بردگی پسران آن‌ها در اردوی افغان و متأثر شدن دختران آن‌ها از آموزش تحقیرآمیز غربی است.

—گزارش وزیر بریتانیا در کابل به لندن
شهر خوست، که از خزان ۱۹۲۳ میلادی اعتراض‌های در آن جریان داشت، در اواسط مارس ۱۹۲۴ میلادی شاهد یک شورش باز علیه حکومت بود که توسط ملا عبدالله رهبری می‌گردید. ملا عبدالله با روی‌آوردن به ننگ پشتونی، تحریک‌ها و وعده بهشت به مؤمنین باورمند موفق شد تا تمامی قبیله‌های ولایت جنوبی را علیه حکومت به قیام وادارد. حکومت در اوایل، این قیام را خیلی جدی نمی‌گرفت اما تا اواخر مارس ۱۹۲۴ حکومت در نهایت به جدیت اوضاع پی‌برد.
تا اواسط ماه آپریل تقریباً تمامی باشنده‌گان ولایت جنوبی به شورش ملحق شدند. در جریان همین‌ماه، نیروهای وفادار به شاه امان‌الله توانستند شورشیان را مغلوب سازند، اما نتوانستند آن‌ها را منهدم نمایند. سپس قبیله‌های علی خیل و سلیمان‌خیل به این شورش ملحق شدند. شورشیان در ۲۲ آپریل توانستند، موفقیت یک ارتش دولتی را کمین بزنند و تلفات سنگینی به آن‌ها وارد کنند، اما خود نیز ۲۰ کشته به‌جا گذاشتند. جنگی بی نتیجهٔ دیگری که در ۲۷ آپریل میان شورشی‌ها و حکومت صورت گرفت منتج به ۶۰ نفر تلفات از جانب شورشیان و ۷ کشته و ۲۷ مجروح از جانب دولت گردید. حکومت افغان پس از گسترش شورش یک هیئت حکومتی به قبیله‌ها فرستاد تا استدلال نمایند که اصلاحات امان‌الله خان در تناقض با اوامر شریعت نیست، اما این مذاکرات نیز بی‌ثمر پایان یافت. جنگ دیگری میان حکومت و شورشیان رخ داد که حکومت ادعا نمود در این جنگ ۱۱۷ شورشی کشته و ۳۶۵ تن آن‌ها مجروح گردیده و از جانب حکومت تنها ۱۷ تن کشته و ۲۷ نفر زخمی شده‌است، هرچند این آمار از سوی ناظرین بیرونی غیرقابل اعتماد گفته شد.

### لویه جرگه
در اوج این شورش، شاه امان‌الله یک گردهمآیی با مشارکت حدوداً ۱۰۰۰ نفر از بزرگان قبیله و علماء که بنام لویه جرگه یاد می‌شود را تدویر کرد، به این امید که این جرگه به سیاست‌های وی مشروعیت بخشیده و ادعاهای مذهبی ملا را خاموش سازد. آنچه باعث تعجب وی شد این بود که اکثریت علماء که در لویه جرگه اشتراک کرده بودند تقاضا نمودند تا این پالیسی‌ها ابطال گردد، که در نهایت شاه امان‌الله از روی مجبوریت برخی پالیسی‌های خود را ابطال کرد و مذاکرات را در اوایل جون آغاز نمود. گفت‌گوهای صلح در ۲۰ جون از هم پاشید و جنگ چهار روز بعد از سرگرفته شد.

### ظهور عبدالکریم
عبدالکریم که پسر شاه قبلی افغانستان بود و در ۱۸۷۹ مجبور به تبعید شده بود در ماه جولای از مرز راج بریتانیا وارد افغانستان شد تا رهبری گروه شورشی را در دست گرفته و به تخت پادشاهی افغانستان برسد. قبایل شورشی تا اواخر آن ماه توانسته بودند خط ارتباطی میان کابل و گردیز را قطع نموده و تا انتهای جنوبی دره لوگر پیشروی نمایند. ملا عبدالله در این زمان صرفاً نقش مشاور را داشته و رهبری شورش را عبدالکریم به عهده گرفته بود. جنگی که در ۱۳ جولای رخ داد باعث کشته شدن ۲۵۰ نظامی ارتش شاهی گردید. در ۲ آگوست یک نیروی کوچک دولتی شکست داده شده و مدت کوتاهی بعد از آن یک نیروی بزرگ‌تر نابود گردید.
حبیب‌الله کلکانی که شاه بعدی افغانستان بود نیز در این جنگ مبارزه کرد. وی در این زمان در ارتش شاهی «قطعه نمونه» با افتخار خدمت می‌کرد. با این وجود، وی در یک‌وقت نامعلوم قطعه عسکری خود را ترک کرد و پس از کارکردن در پشاور به پاراچنار (در مرز افغانستان) رفت، که وی در آن‌جا دست‌گیر شده و به یازده ماه زندان محکوم شد.
علی احمد خان، کسی که قبلاً در مذاکرات بحث‌انگیز پیمان ۱۹۱۹ افغانستان و انگلیس که به جنگ سوم افغان و انگلیس پایان بخشید نقش رهبری را داشت، قبایل خوگیانی و شینواری را صف آرایی نمود تا بتواند شورش را سرکوب کند.
شورش تا خزان ۱۹۲۴ به اوج خود رسیده بود.

### پایان قیام
شاه امان‌الله در ۱۱ آگوست ۱۹۲۴‏ بر علیه شورشی‌ها جنگ مقدس اعلام کرد. نیروی‌های شورشی در ۲۵ آگوست توانستند به کلنگار حمله موفقیت‌آمیزی نموده و ۲ گردان نیروهای دولتی را نابود سازند. جنگ‌های سنگینی هم‌چنین از ۲۳ تا ۲۶ آگوست در ولایات جنوبی رخ داد و چهار روز بعد ۱۵۰۰ نیرو تحت فرماندهی میر ضمیر خان به دولت تسلیم شدند. نیروی ضمیر خان در ۱۶–۱۷ سپتمبر موفق شدند شورشی‌ها را به‌طور سنگینی شکست دهند و با متقبل شدن ۱۰۰ کشته از طرف خود ۴۰۰ تا ۵۰۰ شورشی را از بین ببرند. این شکست قبیله احمدزایی را واداشت تا از شورش دست بردارد. نیروهای دولتی در ۱۸ تا ۲۱ سپتامبر با ۳۰۰۰ نیروی شورشی که متشکل از قبایل سلیمان‌خیل، منگل و زدران بود وارد جنگ شد. شورشی‌ها در ماه اکتوبر توانستند یک گروه نظامی افغان که اعزام شده بودند را از بین ببرند و ظاهراً معلوم می‌شد که شورشی‌ها به سمت کابل در حرکت هستند. یک حمله ناگهانی در ۹–۱۰ نوامبر از سوی نیروی شورشی که بالغ به ۵۰۰ تا ۶۰۰ نفر بود باعث ۵۰ تا ۶۰ نفر تلفات در نیروهای دولتی شد. در نهایت این شورش به تاریخ ۳۰ ژانویه ۱۹۲۵ با زندانی و اعدام ۴۰ رهبر شورشی سرکوب گردید. عبدالکریم از دستگیری فرا نموده و به راج بریتانیا گریخت. تام لانسفورد علت شکست شورشی‌ها را در پیشرفته بودن تجهیزات و آموزش نظامی ارتش شاهی می‌داند. اما لوئی دوپری علت شکست شورشی‌ها را در فروش ۲ فروند هواپیمای جنگ جهانی اول از سوی بریتانیا به افغانستان می‌داند و می‌گوید که این هوا پیماها «تأثیرات سودمندی بر نیروهای قبایلی داشتند، چون هر زمان که نیروهای شورشی بیرون می‌شدند مورد بمباران و شلیک‌های مسلسل هوا پیما قرار می‌گرفتند».

## پیامدها
در طول مدتی که این شورش ادامه داشت و به گفته فیض‌محمد کاتب شورشی که «به بسیار سختی» سرکوب گردید، ۱۴٬۰۰۰ نفر هلاک شد و دولت افغانستان ۵ میلیون یورو از عایدات دولتی خود را از دست داد. هرچند شورشی ناموفق بود، اما توانست چندین اصلاحات شاه را تا ۱۹۲۸ به تأخیر اندازد.
متعاقب شکست شورش خوست، قیام‌های دیگری از جانب قوم منگل آغاز شد. ۱۵۱۵ مرد اعدام شدند، ۶۰۰ زن در روی زمین به کابل کشانده شدند و ۳۰۰۰ خانه سوزانده شده و به زمین هم‌وار گردید. بنای یادبود خوست برای تجلیل از «ظفر دانش بر جهل» در چوک مرکزی کابل ساخته شد.
از نظر وسیم راجا، «شورش خوست از دو جهت مهم بود. اول این‌که این شورش ضعف ارتش دولتی افغان را برملا ساخت و نشان داد که این ارتش آموزش اندک دیده بودند، معاش بسیار پایین داشتند و غمگین‌آور این‌که امکانات صحی نداشتند. دوم این‌که، نارضایتی فزایندهٔ در میان افسران پیرتر که جای آن‌ها را مردان جوان تحصیل یافته در اروپا گرفته بود، وجود داشت. این‌ها عمیقاً بیان‌گر این حقیقت است که برنامه‌های گوناگون مدرن‌سازی منابع مالی نحیف شاه را خالی کرده بود تا بتواند هزینه‌های ارتش را تأمین کند. این شورش باعث شروع چند پارچگی و تضعیف حکومت‌داری در کشور، به‌ویژه در ولایات شده و روند توسعه غیر منظم در افغانستان را برملا ساخت. اتکای شاه امان‌الله بر قبایل جهت خاموش کردن شورش تنها به قدرت قابل توجه قبلی آن‌ها افزود.

## اتهام به دخالت بریتانیا
حکومت افغانستان در جریان این شورش رهبران آن را به عنوان خائن و خدمت‌گذار منافع بریتانیا معرفی کرد و این‌که کمپاین علیه شورشی‌ها به عنوان دفاع از افغانستان در مقابل نفوذ بریتانیا انجام می‌شد. هرچند در راج بریتانیا معمولاً شک برین بود که اتحاد جماهیر شوروی به شورشی‌ها کمک‌های مالی و اسلحه را فراهم می‌کند و هم‌زمان اتحاد شوروی بریتانیا را متهم می‌کرد. سنزیل نوید می‌نویسد که علاوه بر ادعاهای مورخین و رسانه‌های معاصر افغانستان مبنی بر دخالت بریتانیا، «نه گزارش‌های رسانه‌ها و نه مورخین افغان دلایل قانع کننده برین نظریه ارایه نمی‌کنند». وب سایت کتاب‌خانه بریتانیا ادعا دارد که بریتانیا از حکومت افغانستان حمایت کرد.